# Gränsfall (TV-serie)
Gränsfall är en svensk komediserie som hade premiär den 31 januari 2025 på SVT Play. Serien består av sju avsnitt.

## Handling
Serien kretsar kring Johan (Jesper Rönndahl) som är gränspolis i Helsingborg som när en dröm om att bli befordrad till FBI. När Rasmus (Martin Høgsted), en anspråkslös gränspolis i Helsingör, som bara vill att arbetsdagen ska ta slut så att han kan åka hem och fria till sin flickvän, meddelar att en beväpnad man precis gått ombord på färjan till Sverige ser Johan sin stora chans. De förföljer pistolmannen och inser snart att de är århundrades korruptionsskandal på spåren.

## Rollista (i urval)
- Jesper Rönndahl – Johan
- Martin Høgsted – Rasmus
- Klara Zimmergren — Rasmus mamma Ulla
- Madeleine Martin — Emma